# Funa laterculoides
Funa laterculoides é uma espécie de gastrópode do gênero Funa, pertencente a família Pseudomelatomidae.